# Pieris brassicoides
Pieris brassicoides is een vlindersoort uit de familie van de Pieridae (witjes), onderfamilie Pierinae.
Pieris brassicoides werd in 1849 beschreven door Guérin-Méneville.